# 矢田万寿男
矢田 万寿男（やた ますお、1961年7月27日 - ）は、鳥取県倉吉市出身の元プロ野球選手（投手）。

## 来歴・人物
倉吉北高では、2年生の時に一塁手として1978年に夏の甲子園に出場。1回戦で川又米利のいた4期連続出場の早稲田実業高を降した。1期上の松本好行投手が早実得点の好機を含め川又を内野フライに二度抑え3-2で勝利した。2回戦に進むが、高知商業高の森浩二に抑えられ敗退。翌1979年の3年生時はエースとして春の選抜に出場。静岡高、高松商業高を連破して準々決勝に進む。しかし石井毅 - 嶋田宗彦のバッテリーを擁し、この大会に優勝する箕島高に敗れた。同年夏の甲子園県予選は準決勝で境高に敗退。高校同期に谷川哲也がいる。
1979年プロ野球ドラフト会議で阪急ブレーブスから4位指名され入団。
一軍での登板は1980年の1試合だけに留まり、1984年限りで現役を引退した。
引退後は、1985年から1990年まで阪急・オリックスで打撃投手を務めた。

## 詳細情報

### 年度別投手成績
| 年 度    | 球 団    | 登 板 | 先 発 | 完 投 | 完 封 | 無 四 球 | 勝 利 | 敗 戦 | セ 丨 ブ | ホ 丨 ル ド | 勝 率 | 打 者 | 投 球 回 | 被 安 打 | 被 本 塁 打 | 与 四 球 | 敬 遠 | 与 死 球 | 奪 三 振 | 暴 投 | ボ 丨 ク | 失 点 | 自 責 点 | 防 御 率 | W H I P |
| -------- | -------- | ----- | ----- | ----- | ----- | -------- | ----- | ----- | -------- | ----------- | ----- | ----- | -------- | -------- | ----------- | -------- | ----- | -------- | -------- | ----- | -------- | ----- | -------- | -------- | ------- |
| 1980     | 阪急     | 1     | 0     | 0     | 0     | 0        | 0     | 0     | 0        | --          | ----  | 15    | 3.0      | 7        | 0           | 0        | 0     | 0        | 2        | 0     | 0        | 3     | 3        | 9.00     | 2.33    |
| 通算:1年 | 通算:1年 | 1     | 0     | 0     | 0     | 0        | 0     | 0     | 0        | --          | ----  | 15    | 3.0      | 7        | 0           | 0        | 0     | 0        | 2        | 0     | 0        | 3     | 3        | 9.00     | 2.33    |

### 記録
- 初登板：1980年11月8日、対近鉄バファローズ前期13回戦（藤井寺球場）、5回裏から3番手で救援登板、3回3失点

### 背番号
- 63 （1980年 - 1982年）
- 52 （1983年 - 1984年）
- 87 （1985年 - 1988年）
- 105 （1989年 - 1990年）